# Santuario di Ikushina
Ikushina Jinja (生品神社?, Santuario di Ikushina) è un santuario shintoista situato nella città di Ōta, prefettura di Gunma in Giappone, dedicato al kami Ōkuninushi. Il terreno del santuario è designato come sito storico nazionale del Giappone nel 1934.

## Storia
La fondazione dell'Ikushina Jinja è sconosciuta, ma si trova su una porzione di una grande proprietà terriera (shōen) controllata dal clan Nitta dalla fine del periodo Heian. La divinità principale è Ōkuninushi, ma la leggenda vuole che sia stato originariamente costruito per placare lo spirito di Taira no Masakado. Il santuario acquistò importanza solo con l'istituzione dello shintoismo di Stato in seguito alla restaurazione Meiji, poiché il nuovo governo Meiji scelse di glorificare Nitta Yoshisada, lealista imperiale del tardo periodo Kamakura, e gli eventi della restaurazione Kemmu. Secondo la cronaca medievale Taiheiki, l'8 maggio 1333, quando Nitta Yoshisada ricevette dall'imperatore Go-Daigo l'ordine di rovesciare lo shogunato di Kamakura, alzò il suo stendardo nel santuario di Ikushina, suo luogo di nascita, per radunare i membri del suo clan e attaccò Kamakura. Fu trasformato in un santuario prefettizio secondo il moderno sistema di classificazione dei santuari shintoisti.
Oltre ai padiglioni del santuario, vi sono una statua di Nitta Yoshisada, un tumulo dove Yoshisada alzò il suo stendardo, alberi sacri e un monumento. Nel 1934 il terreno del santuario è stato designato come sito storico nazionale del Giappone per commemorare il 600º anniversario della restaurazione di Kenmu. Nel 2000, il santuario fu incluso come uno degli undici siti coperti nella designazione ampliata di Sito storico nazionale delle rovine di Nitta shōen. Il santuario si trova a 15 minuti di autobus dalla stazione di Ōta sulla linea Tōbu Isesaki.